# Michail Wiktorowitsch Merkulow
Michail Wiktorowitsch Merkulow (russisch Михаил Викторович Меркулов; * 26. Januar 1994 in Kamyschin) ist ein russischer Fußballspieler.

## Karriere

### Verein
Merkulow begann seine Karriere bei Rotor Wolgograd. Zur Saison 2011/12 rückte er in den Kader der ersten Mannschaft Rotors, für die er in jener Spielzeit zu vier Einsätzen in der drittklassigen Perwenstwo PFL kam. Mit dem Verein stieg er zu Saisonende in die Perwenstwo FNL auf. Nach dem Aufstieg wurde er zur Saison 2012/13 an den Drittligisten Energija Wolschski verliehen. In Wolschki kam er bis zum Ende der Leihe elfmal zum Einsatz. Im Januar 2013 kehrte er nach Wolgograd zurück. Sein Debüt in der zweithöchsten Spielklasse gab er schließlich im Juli 2013 gegen FK Jenissei Krasnojarsk. In der Saison 2013/14 kam er zu zwei Zweitligaeinsätzen für Rotor. Nach Saisonende zog sich der Verein allerdings wieder in die Perwenstwo PFL zurück.
Nach drei Drittligaeinsätzen wechselte Merkulow im April 2015 zum ebenfalls drittklassigen MITOS Nowotscherkassk. Für MITOS spielte er bis Saisonende zehnmal in der dritthöchsten Spielklasse. Zur Saison 2015/16 wechselte der Außenverteidiger zum Erstligisten Ural Jekaterinburg, der ihn im August 2015 an den Zweitligisten FK Baikal Irkutsk verlieh. Nach 13 Zweitligaeinsätzen in Irkutsk kehrte er im Januar 2016 wieder nach Jekaterinburg zurück. Im April 2016 debütierte er dort gegen ZSKA Moskau in der Premjer-Liga. Bis zum Ende der Spielzeit 2015/16 kam er zu vier Erstligaeinsätzen für Ural. In der Saison 2016/17 kam er elfmal zum Einsatz.
In der Saison 2017/18 konnte Merkulow sich schließlich als Linker Außenverteidiger in Jekaterinburg etablieren und kam in 25 Saisonspielen zum Einsatz. In der Saison 2018/19 kam er zu 28 Einsätzen. Nachdem er in der Winterpause der Saison 2019/20 entschieden hatte den Verein nach Saisonende ablösefrei zu verlassen und nicht in der Winterpause zu wechseln, ein Angebot von Achmat Grosny hatte er ausgeschlagen, wurde Merkulow suspendiert und kam bis Saisonende nicht mehr zum Zug. Zur Saison 2020/21 wechselte er daraufhin zum Ligakonkurrenten Rubin Kasan. Für Rubin kam er zu neun Erstligaeinsätzen.
Im Juli 2021 wechselte Merkulow nach Kroatien zum HNK Rijeka.

### Nationalmannschaft
Merkulow kam zwischen April und Mai 2013 sechsmal für die russische U-19-Auswahl zum Einsatz. Im Oktober 2015 spielte er einmal für das U-21-Team.